# تپه سفید چغا دوده ۲
تپه سفید چغا دوده ۲ مربوط به عصر مس و سنگ - عصر آهن - دوره اشکانیان - دوره ساسانیان است و در شهرستان کرمانشاه، بخش مرکزی، دهستان بالادربند، حاشیهٔ شرقی روستای سفید چغادوده واقع شده و این اثر در تاریخ ۲۶ اسفند ۱۳۸۷ با شمارهٔ ثبت ۲۵۵۲۶ به‌عنوان یکی از آثار ملی ایران به ثبت رسیده است.